# Von Kármán (hố Mặt Trăng)

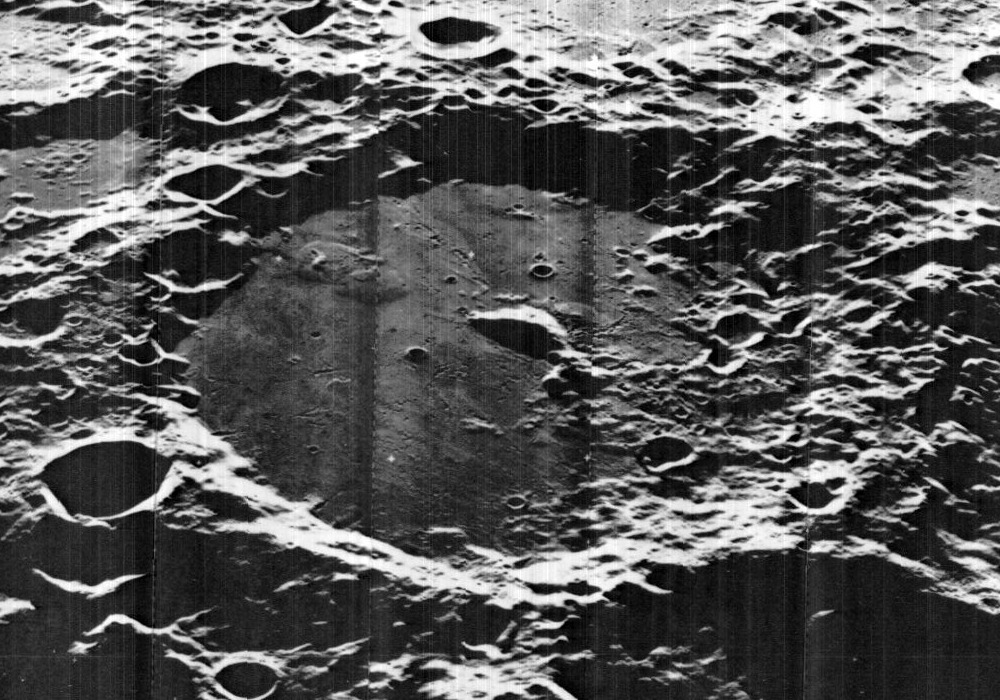
Hình ảnh Lunar Orbiter 5 nhìn phía tây

Von Kármán là một hố va chạm mặt trăng nằm ở bán cầu nam ở phía xa của Mặt trăng. Miệng núi lửa có đường kính khoảng 180 km và nó nằm trong một miệng hố va chạm lớn hơn được gọi là lưu vực Nam Cực–Aitken có đường kính khoảng 2.500 km (1.600 mi) và sâu 13 km (8.1 mi). Miệng núi lửa Von Kármán là địa điểm hạ cánh mềm đầu tiên trên mặt trăng xa của tàu vũ trụ Chang'e 4 của Trung Quốc vào ngày 3 tháng 1 năm 2019.

## Tổng quan
Phần thứ ba phía bắc của đội hình này được bao phủ bởi vành và thành lũy bên ngoài của đồng bằng Leibnitz có tường bao quanh, tạo thành một vết lõm sâu trong đội hình. Phần còn lại của bức tường bên ngoài có hình dạng gần như tròn, mặc dù nó không đều và bị mài mòn nhiều bởi các tác động tiếp theo.
Nội thất của Von Kármán đã bị ngập bởi dòng dung nham sau khi miệng núi lửa ban đầu hình thành, khiến phần phía nam của sàn gần như bằng phẳng. Bề mặt này có suất phản chiếu thấp hơn địa hình xung quanh và tối gần như bên trong Leibnitz. Có một đỉnh trung tâm tại vị trí mà điểm giữa của Von Kármán ban đầu được hình thành, nối với bề mặt cứng hơn ở phía bắc của miệng núi lửa.
Ngoài Leibnitz ở phía bắc, miệng núi lửa Oresme nằm ở phía tây-tây bắc, và Finsen nằm ở phía đông bắc ở rìa của Leibnitz. Gần như gắn liền với vành đông nam là đội hình Von Kármán L hình chữ tám khác thường. Trực tiếp về phía đông của đây là miệng núi lửa Alder.
Trước khi đặt tên chính thức vào năm 1970 bởi IAU, miệng núi lửa được gọi là Miệng núi lửa 434.

## Thăm dò
Vào ngày 3 tháng 1 năm 2019, tàu vũ trụ Trung Quốc Thường Nga 4 đã chạm xuống miệng núi lửa Von Kármán, trở thành tàu vũ trụ đầu tiên đến vùng đất mềm ở phía xa của mặt trăng.  Địa điểm có giá trị biểu tượng cũng như khoa học. Theodore von Kármán là cố vấn tiến sĩ của Qian Xuesen, người sáng lập chương trình không gian Trung Quốc.